# Хендерсон (Тенеси)
Хендерсон (енгл. Henderson) град је у америчкој савезној држави Тенеси.

## Демографија
По попису из 2010. године број становника је 6.309, што је 639 (11,3%) становника више него 2000. године.
| Група             | 2000.         | 2010.         |
| Белци             | 4.493 (79,2%) | 4.928 (78,1%) |
| Афроамериканци    | 1.013 (17,9%) | 1.018 (16,1%) |
| Азијати           | 23 (0,4%)     | 28 (0,4%)     |
| Хиспаноамериканци | 86 (1,5%)     | 182 (2,9%)    |
| Укупно            | 5.670         | 6.309         |